# Herberta Masaryková

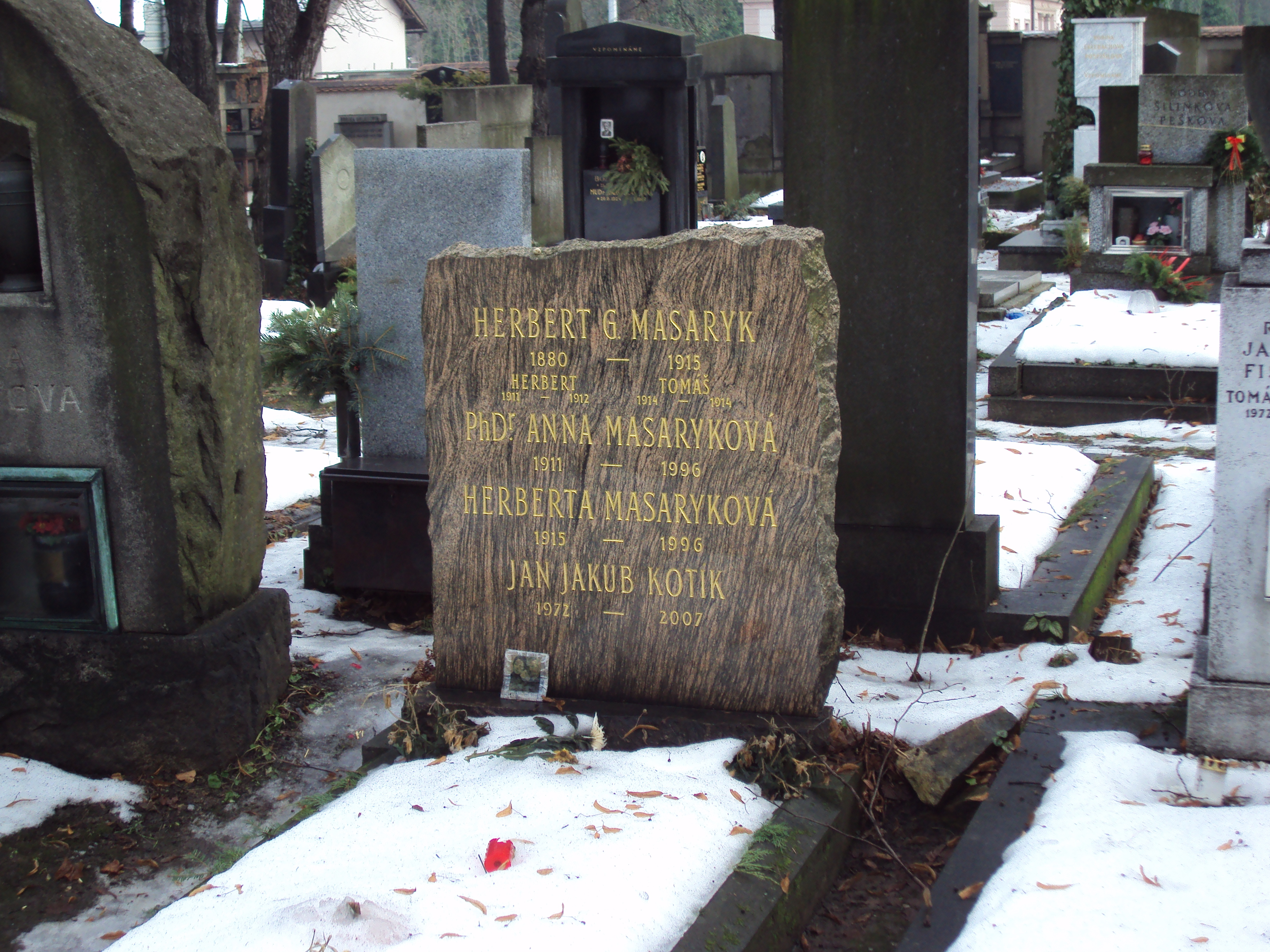
Hrob rodiny na Olšanském hřbitově

Herberta Masaryková (6. července 1915 Praha – 30. září 1996 Praha) byla druhorozená dcera malíře Herberta Masaryka a vnučka prezidenta Tomáše Garrigue Masaryka.

## Práce vnakladatelstvích
Na Pražské konzervatoři vystudovala dějiny hudby, studovala klavírní hru u Ilony Štěpánové-Kurzové. Po studiích pracovala v nakladatelství Orbis, později v nakladatelství Krásné literatury a umění a v hudebním vydavatelství Supraphon.
V květnu 1946 patřila mezi první signatáře prokomunistické výzvy „Májové poselství kulturních pracovníků českému lidu!“ publikované před parlamentními volbami do Národního shromáždění. Tento předvolební manifest podepsalo celkem 843 kulturních pracovníků a komunisté volby vyhráli. V únoru 1948 připojila svůj podpis pod provolání Kupředu, zpátky ni krok!, jež bylo publikováno dne 25. února 1948 na podporu komunistickému převratu.

## Rodina
Herberta byla čtvrtým dítětem svých rodičů. Svého otce malíře Herberta Masaryka však nikdy nepoznala, neboť zemřel na tyfus na jaře 1915 (15. března), tedy několik měsíců před jejím narozením. Její matkou byla vdova po malíři Antonínu Slavíčkovi Bohumila (paní MMS-Míla Masaryková Slavíčková), která již měla tři děti z prvního manželství.
Její starší sestrou byla historička umění Anna Masaryková (1911–1996). Ta se narodila 3. dubna 1911 jako jedno z dvojčat; druhé z nich, chlapec jménem Herbert, však zemřel jako roční dítě. V lednu 1914 se páru narodil ještě syn Tomáš, který se nedožil ani tří měsíců.

### Potomci
Herberta byla v letech 1939–1943 první manželkou kunsthistorika, doktora Emanuela Pocheho, s nímž měla dceru Charlottu. Podruhé se provdala za literárního historika a levicového politika Jaromíra Langa.
Charlotta vystudovala v Praze historii umění a pracovala zde v památkové péči, než se po roce 1969 provdala za hudebníka Petra Kotíka, s nímž odešla do USA, kde působila v Brooklynském muzeu moderního umění v New Yorku. Je členkou správní rady Společnosti Jindřicha Chalupeckého. S Petrem Kotíkem měla Charlotta dva syny, oba výtvarníky, Tomáše Kotíka (* 1969) a Jana Jakuba Kotíka (1972–2007), který předčasně zemřel, zanechav po sobě syny Tabera Herberta a Armanda.

## Veřejná vystoupení
Po roce 1989 měly obě vnučky Masarykovy (Herberta i Anna) řadu veřejných vystoupení a vzpomínání na svého dědečka T.G. Masaryka i otce Herberta a strýce Jana. Šlo například o jejich pořad před zcela zaplněnou velkou posluchárnou 256 strojní fakulty ČVUT v Praze 6 (Technická 4) dne 11. ledna 1990 a zahájení výstavy „Herbert Masaryk“ spolu s prezidentem Václavem Havlem, kterou pořádalo od října 1993 Masarykovo demokratické hnutí.